# Губернаторство Далмация
Губернаторство Далмация (итал. Governatorato di Dalmazia) — административно-территориальное формирование Королевства Италия, появившееся на территории Далмации в годы Второй мировой войны. Губернаторство было создано в апреле 1941 года на основе существовавшей с 1920 года провинции Зара с присоединением к ней аннексированных территорий после Югославской операции стран «оси» и подписания 18 мая 1941 года Римских договоров между Италией и Независимым Государством Хорватия (НГХ).

## История
Губернаторство Далмация было создано из частей береговой Югославии, оккупированных и аннексированных Италией с апреля 1941 года по сентябрь 1943 года, и довоенной итальянской провинции Зара на побережье Далмации, в том числе острова Лагоста (Ластово). Город Зара (Задар), в котором проживало большинство итальянцев Далмации с начала XX века, стал административным центром образовавшегося губернаторства.
Создание Губернаторства Далмация соответствовало идеям итальянского ирредентизма, но не вся Далмация была аннексирована Италией, некоторые её части отшли к марионеточному Независимому государству Хорватия, образованному немцами. Тем не менее, итальянская армия фактически контролировала всю территорию Далмации.
Губернаторство было разделено на 3 итальянские провинции: Зара (Задар), Спалато (Сплит) и Каттаро (Котор), но никогда не существовало официального итальянского региона "Далмация". В то время как губернаторство не являлось областью Италии, северные далматинские острова Велья (Крк) и Арбе (Раб) были административно включены в Итальянскую провинцию Фиуме (нынешняя Риека) и стали частью Королевства Италия.
В сентябре 1941 года итальянский диктатор Бенито Муссолини приказал занять итальянским военным всё побережье Далмации, включая город Дубровник ("Рагуза") и острова, такие как Вис (Lissa) и Паг (Pago), в то время входящие в марионеточное Независимое государство Хорватия Анте Павелича. Муссолини пытался включить их в состав Губернаторства Далмация, но встретил сильное сопротивление Павелича, который в итоге сохранил номинальный контроль над этими территориями.
Губернаторство Далмация было административно ликвидировано Пьетро Бадольо 19 августа 1943 года.

## Территория

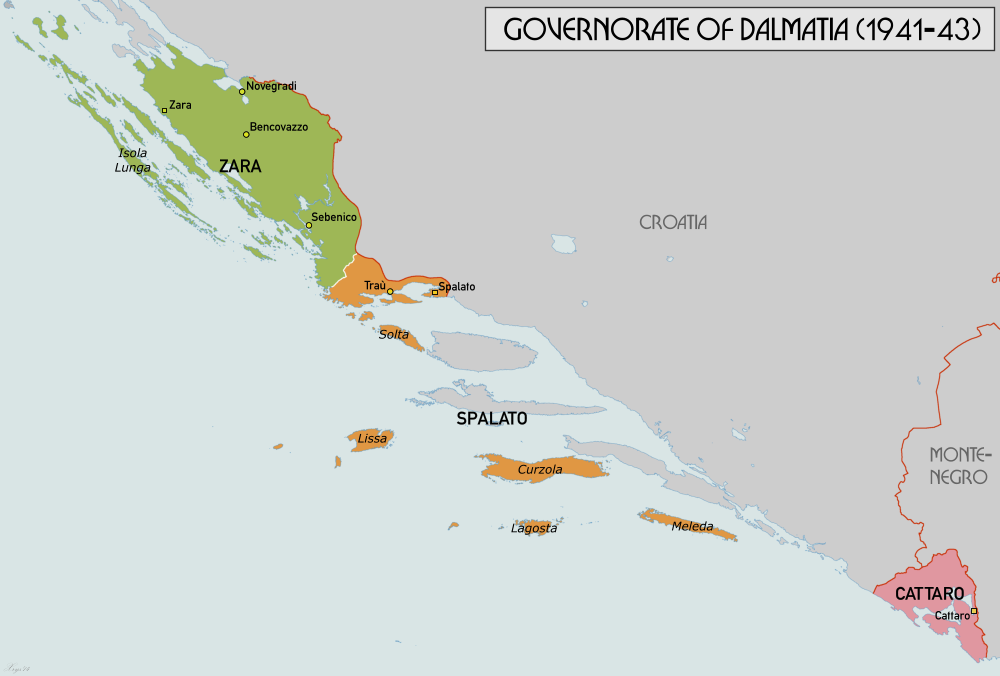
Детальная карта трёх провинций Губернаторства Далмация.

Губернаторство Далмация состояло из трёх провинций: Зара (Задар), Спалато (Сплит) и Каттаро (Котор). Административный центром губернаторства была Зара.
После осени 1941 года далматинские острова Паг (Pago), Брач (Brazza) и Хвар (Lesina), части Независимого Государства Хорватия, были оккупированы итальянской армией наряду с территорией Хорватии, расположенной от побережья у города Синь до центра Боснии, около Сараево и Баня-Луки. Однако формально они были включены в состав губернаторства 
| Провинция | Площадь (км²) | Население |
| --------- | ------------- | --------- |
| Зара      | 3 179         | 211 900   |
| Спалато   | 1 075         | 128 400   |
| Каттаро   | 547           | 39 800    |
| Всего     | 4 801         | 380 100   |

После того, как Италия перешла на сторону союзников в 1943 году, немецкие войска заняли территорию Далмации. Она не была передана фашистской Итальянской социальной республике (марионеточное новообразование нацистской Германии), а вошла в состав другого марионеточного образования Независимое государство Хорватия.
Но Зара (и прилежащая территория, известная как Итальянская провинция Зара до 1941 года), оставалась под контролем итальянцев (даже несмотря на условный контроль и протекцию немецкой армии) до 1945 года. Город подвергся бомбардировке в 1944 году: Союзники задокументировали 30 рейдов бомбардировщиков, в то время как итальянцы насчитывали 54 таких налёта; количество погибших называлось в диапазоне от 1 000 до более 4 000 человек (при населении города в 20 000), 60% городских зданий было разрушено.
30 октября 1944 года последний представитель итальянской власти, префект Зары Винченцо Серрентино, покинул разрушенный город вместе с другими итальянцами, что положило начало Истро-далматинскому исходу).

## Губернаторы Далмации
- Джузеппе Бастианини (7 июня 1941 – 14 февраля 1943)
- Франческо Джунта (14 февраля 1943 – 19 августа 1943)